# (33509) Mogilny
(33509) Mogilny est un astéroïde de la ceinture principale.

## Description
(33509) Mogilny est un astéroïde de la ceinture principale. Il fut découvert le 7 avril 1999 à Socorro (Nouveau-Mexique) par le projet LINEAR. Il présente une orbite caractérisée par un demi-grand axe de 2,25 UA, une excentricité de 0,05 et une inclinaison de 7,2° par rapport à l'écliptique.